# Stanislav Vorobiev
Stanislav Anatolievitch Vorobiov, né le 2 juin 1960, est un dirigeant ultra-nationaliste russe et monarchiste et le chef du Mouvement impérial russe.
Dans le contexte de la guerre russo-ukrainienne, il est sanctionné par l'Union européenne et la Suisse et est désigné par le département d'État des États-Unis comme un terroriste international spécialement désigné.

## Biographie
Vorobiev est né le 2 juin 1960 en URSS. En 1982, il est diplômé de l'université d'État de Leningrad. A.A. Jdanova.
Il fonde le Mouvement impérial russe en 2002 à Saint-Pétersbourg, une organisation d'extrême droite russe prônant le monarchisme, le nationalisme expansionniste et la convocation du Zemski Sobor pour restaurer l'Empire russe.

Il aurait déclaré : 

« Notre nationalisme est de nature religieuse. Bien sûr, le peuple russe est le peuple élu de Dieu et en tant que tel est obligé de remplir sa mission - d'apporter la vérité à l'humanité. Afin de remplir sa mission, le peuple russe doit être uni et vêtu de l'armure d'un État national fort. "Le royaume divisé ne tiendra pas debout". Et le faible ne remplira pas la mission qui lui est confiée. Le but de la vie de chacun, qu'il en soit conscient ou non, est le salut de sa propre âme. Et si les femmes sont sauvées par la procréation, alors comment les maris peuvent-ils être sauvés? Seulement dans le service social, dans la lutte contre le mal "Dans une lutte accessible à tous. C'est la lutte pour les droits et les intérêts de la Russie. »

Le 6 avril 2020, il est classé comme terroriste spécialement désigné par le département d'État des États-Unis par l'administration Trump en même temps que son organisation est désignée comme un mouvement terroriste.
En tant de chef du Mouvement impérial russe, Stanislav Vorobiev est considéré comme responsable de soutenir ou de mettre en œuvre des actions ou des politiques qui compromettent ou menacent l'intégrité territoriale de l'Ukraine, ou la stabilité ou la sécurité en Ukraine, ou qui entravent le travail de organisations internationales en Ukraine. Selon l'Ukraine, « sous la direction de Stanislav Vorobiev, le Mouvement impérial russe promeut le nationalisme ethnique russe, cherchant à alimenter l'extrémisme suprémaciste blanc dans les pays. Il offre une formation paramilitaire aux citoyens russes et aux membres d'organisations partageant les mêmes idées d'autres pays ». Il est donc sanctionné par l'Ukraine.